# Derby USM Alger-CR Belouizdad
El Derby USM Alger-CR Belouizdad es la rivalidad que existe entre estos dos equipos de fútbol de Argelia, los cuales son de la capital Argel y nacieron el mismo día (5 de julio). Se han encontrado en varias ocasiones, así como ambos han ganado varios títulos locales a lo largo de su historia.

## Historia
El primer enfrentamiento entre ambos equipos se dio el 9 de febrero de 1954 en el Stade Omad Hammadi con triunfo del USM Alger 1-0, mientras que la primera victoria para el CR Belouizdad se dio el 10 de mayo de 1970 en el Stade d'El Anasser con marcador de 2-0 en el sexto partido entre ambos equipos.
Históricamente la ventaja no es clara entre ambos equipos, ya que las victorias entre sí entre ambos son similares, aunque en los partidos entre ellos que han definido títulos la ventaja es ligeramente a favor del CR Belouizdad en los partidos jugados en la Copa de Argelia.

## Comparación
| Torneo                   | Torneo                           | USM Alger | CR Belouizdad |
| ------------------------ | -------------------------------- | --------- | ------------- |
| Liga                     | Algerian Ligue Professionnelle 1 | 6         | 6             |
| Total de Ligas           | Total de Ligas                   | 6         | 6             |
| Copa                     | Algerian Cup                     | 8         | 6             |
| Copa                     | Algerian Super Cup               | 1         | -             |
| Copa                     | Algerian League Cup              | -         | 1             |
| Total de Copas           | Total de Copas                   | 9         | 7             |
| International            | Arab Champions League            | 1         | -             |
| Total de Internacionales | Total de Internacionales         | 1         | 0             |
| Total de Títulos         | Total de Títulos                 | 16        | 13            |